# Bergamot (citrusvrucht)
De bergamot (Citrus bergamia, ook wel Citrus aurantium subsp. bergamia) is een kleine, ronde tot peervormige, zure citrusvrucht, die aan een boom groeit. De boom kan ongeveer 4 meter hoog worden.
Op basis van genetisch onderzoek uit 2000 denkt men dat de bergamot een kruising is tussen Citrus limetta, een soort limoen en Citrus aurantium, de zure sinaasappel. Onbekend is of het een spontane, natuurlijke kruising betreft. Citrus aurantium komt van oorsprong voor in zuidelijk Vietnam.
De naam bergamot is mogelijk afkomstig van de plaats Bergamo in Italië. In Griekenland wordt de plant Pergamonto genoemd en men zegt dat deze naam afkomstig zou zijn van het oude Pergamon (nu Bergama in Turkije). Sommigen vermoeden dat de naam bergamot afkomstig is van het Turkse beg-armudi, wat "peer van de prins" betekent. Dit vanwege de peervormige vruchten.

## Bergamotolie
Bergamotolie wordt uit de schil van de onrijpe vrucht gewonnen. Deze etherische olie wordt veel gebruikt als geurstof in parfums en andere cosmetica. Het is een hoofdbestanddeel van eau de cologne en fougèreparfums. Verder wordt het als smaakstof gebruikt, onder meer in Earl Grey-thee. Bergamotolie is een van de vele stoffen die voor het denatureren van alcohol worden gebruikt. Daarnaast wordt het gebruikt in de aromatherapie.

## Bergamotkruid
Er bestaat ook een bergamotplant (Monarda didyma) een in de Verenigde Staten voorkomende plant uit de lipbloemenfamilie (Lamiaceae). Deze plant is genoemd naar de citrusvrucht vanwege de gelijkaardige geur.
... · 
C. aurantifolia (limoen) · 
C. aurantium (zure sinaasappel) · 
Citrus aurantium subsp. currassuviencis (laraha) · 
C. bergamia (bergamot) · 
C. ×clementina (clementine) · 
C. hystrix (papeda) · 
C. japonica (Chinese kumquat) · 
C. ×junos (yuzu) · 
C. kinokuni (cherry orange) · 
C. limon (citroen) · 
C. maxima (pompelmoes) · 
C. maxima × paradisi (pomelo) · 
C. medica (sukadeboom) · 
C. ×microcarpa (calamondin) · 
C. ×natsudaidai (amanatsu) · 
C. ×paradisi (grapefruit) · 
C. reshni · 
C. reticulata (mandarijn) · 
C. reticulata × paradisi (ugli) · 
C. reticulata 'Satsuma' (satsuma) · 
C. sinensis (sinaasappel) · 
C. sinensis 'Cara cara' (cara cara) · 
C. ×tangelo (tangelo) · 
...